# Elspeth Champcommunal
Elspeth Champcommunal, född 1888, död 10 november 1976, var en brittisk modedesigner och den första redaktören för Vogue i Storbritannien. Hon var inflytelserik som designer med egen rätt i Paris, med ett eponymt varumärke, och blev sedan chefsdesigner för Worth London. Hon var en av grundarna av Incorporated Society of London Fashion Designers (IncSoc) och deltog inom organisationen under sin tid i Worth London.

## Biografi

### Bakgrund och livet i Frankrike
Hon föddes som Elspeth Mary Hodgson. Inte mycket är känt om hennes tidiga liv. Hon var född i Storbritannien. Hon gifte hon sig med den franske konstnären Joseph Champcommunal, som dog 1914 under första världskrigets första år. Elspeth Champcommunal blev kvar i Frankrike och blev nära förknippad med Paris litterära och konstnärliga etablissemang och poserade för porträtt av fotografen Man Ray. Hon var vän med Virginia Woolf – som kallade henne "Champco" – och Bloomsburygruppen-konstnären Roger Fry, som hjälpte henne att sortera hennes mans målningar och som senare skulle stanna i hennes hem i södra Frankrike.

### Redaktör för Vogue London
Champcommunal blev den första redaktören för Vogues Londonupplaga, som lanserades i september 1916. Champcommunal var kvar på tidningen till slutet av 1922.

### Salong i Paris
Från mitten av 1920-talet hade Champcommunal en eponym mode-etikett i Frankrike. En annons i en fransk tidskrift från 1926 placerar hennes salong på Rue de Penthièvre, i Paris åttonde arrondissement. Champcommunals rykte var tillräckligt stort för att en av hennes klänningar skulle visas samma år i en amerikansk tidningsartikel med titeln: "Clothes that express fall fashion decrees".

### Worth London
Efter att ha flyttat tillbaka till Storbritannien med Jane Heap utsågs Champcommunal till chefsdesigner hos företaget J. Reville-Terry. När detta tog över den driften av Worth i Storbritannien 1936 – en formell klyvning av bolager Worth – blev Champcommunal designer för Worth London.
1942, när IncSoc grundades, representerade Champcommunal Worths intressen bland de så kallade "stora tio" av modehusen i London. I den rollen deltog hon i IncSoc-aktiviteter – bland annat genom att skapa modedesigner för att främja dess arbete. En bild av kläder som Champcommunal hade designat åt Worth London. Klädseln var en knytblus med en rosett och en smal skräddarsydd kostym, som ursprungligen fotograferades av informationsministeriet 1945, är fortfarande en del av Imperial War Museums arkiv. År 1949 presenterades Worth London-designer i den lättsamma romantikfilmen Maytime in Mayfair, med ett modetema som främjar IncSoc-medlemmarnas arbete. I mars 1953, strax före hennes pensionering, fotograferades Champcommunal tillsammans med andra IncSoc-medlemmar för ett påkostat inslag i Life om förberedelserna till kröningen av drottning Elizabeth.